# Malý Ďáblický hřbitov
Malý ďáblický hřbitov se nachází v městské části Praha 8 v Ďáblicích na obdélníkové parcele přiléhající k ulicím Ďáblická a K Lomu. Vystavěn byl roku 1896. Rozloha hřbitova je 0,2 ha.

## Historie
Až do roku 1872 byli ďábličtí občané pohřbíváni na Proseckém hřbitově u kostela svatého Václava. Při velké epidemii neštovic a cholery v roce 1872 však tento hřbitov nestačil a okresní hejtmanství dalo všem obcím, které tam spadaly, příkaz k vybudování vlastních hřbitovů. Ďáblický hřbitov vznikl až v roce 1896 a jeho stavbu provedl stavební mistr z Líbeznic Josef Krejza. V roce 1896 dne 23. srpna byl slavnostně posvěcen důstojným pánem Štěpánem Pittnerem, vikářem z Líbeznic. 
Pod jménem Ďáblický hřbitov je vedena národní kulturní památka Ďáblický hřbitov (14 ha); ten se nachází u stejné komunikace (ulice Ďáblická, katastr Střížkov) cca 800 m jižně, blíže centru Prahy.